# Mrówki (województwo wielkopolskie)
Mrówki – przysiółek w Polsce położony w województwie wielkopolskim, w powiecie konińskim, w gminie Wilczyn.
W latach 1975–1998 miejscowość należała administracyjnie do województwa konińskiego.
Zobacz też: Mrówki.
Nieopodal wsi umiejscowiony jest skansen na miejscu dawnego grodziska.